# 천용란
"천용란"은 한국에서 제작된 이혁수 감독의 1981년 영화이다. 황정리 등이 주연으로 출연하였고 김인동 등이 제작에 참여하였다.

## 출연

### 주연
- 황정리
- 김기주
- 지윤주
- 장일식

## 기타
- 조명: 장기종
- 녹음: 손인호